# Dyskografia Dorrough
Poniżej przedstawiona jest dyskografia amerykańskiego rapera Dorrougha. Zawiera dwa albumy studyjne, pięć singli i trzy występów na singlach, oraz dwa mixtape’y.

## Dyskografia

### Albumy studyjne
| Rok  | Album                                                          | Pozycja | Pozycja | Pozycja |
| Rok  | Album                                                          | US      | US R&B  | US Rap  |
| ---- | -------------------------------------------------------------- | ------- | ------- | ------- |
| 2009 | Dorrough Music - Wydany: 4 sierpnia 2009 - Wytwórnia: E1 Music | 36      | 6       | 2       |
| 2010 | Get Big - Wydany: 7 września 2010 - Wytwórnia: E1 Music        | 68      | 15      | 9       |

### Single
| Rok  | Tytuł                                | Najwyższe pozycje na listach | Najwyższe pozycje na listach | Najwyższe pozycje na listach | Album          |
| Rok  | Tytuł                                | U.S.                         | U.S. R&B                     | U.S. Rap                     | Album          |
| ---- | ------------------------------------ | ---------------------------- | ---------------------------- | ---------------------------- | -------------- |
| 2009 | „Walk That Walk”                     | 124                          | 28                           | 12                           | Dorrough Music |
| 2009 | „Ice Cream Paint Job”                | 27                           | 10                           | 5                            | Dorrough Music |
| 2009 | „Wired to the T”                     | –                            | 107                          | –                            | Dorrough Music |
| 2010 | „Hood Chick Fetish” (feat. Yo Gotti) | –                            | 92                           | –                            | Get Big        |
| 2010 | „Get Big”                            | 109                          | 25                           | 17                           | Get Big        |
| 2013 | „La La La” (feat. Wiz Khalifa)       | –                            | –                            | –                            |                |

### Gościnnie
| Rok  | Tytuł                                                                       | Pozycja | Pozycja  | Pozycja  | Album             |
| Rok  | Tytuł                                                                       | U.S.    | U.S. R&B | U.S. Rap | Album             |
| ---- | --------------------------------------------------------------------------- | ------- | -------- | -------- | ----------------- |
| 2009 | „We Be Getting Money” (Juvenile feat. Shawty Lo, Dorrough & Kango Slim)     | –       | –        | –        | Cocky & Confident |
| 2010 | „The Main Event” (Chamillionaire featuring Slim Thug, Paul Wall & Dorrough) | –       | –        | –        | Venom             |
| 2010 | „Smile & Wave” (Huey featuring Dorrough)                                    | –       | –        | –        | Redemption        |

### Mixtape’y
| Rok  | Album                                       | DJ       |
| ---- | ------------------------------------------- | -------- |
| 2010 | „Number 23 Gangsta Grillz” (21 lutego 2010) | DJ Drama |
| 2011 | „Gangsta Grillz: Code Red” (3 lutego 2011)  | DJ Drama |